# Sigillina signifera
Sigillina signifera är en sjöpungsart som först beskrevs av Sluiter 1909.  Sigillina signifera ingår i släktet Sigillina och familjen Holozoidae. Inga underarter finns listade i Catalogue of Life.